# 尤金·斯卡利亚
尤金·斯卡利亚（英語：Eugene Scalia，1963年8月14日—），美国律师，第28任美国劳工部长。此前曾是格信律师事务所华盛顿特区办公室合伙人，也在乔治·W·布什任内的劳工部任职一年。他是已故美国最高法院大法官安東寧·斯卡利亞的儿子。
在私人业务方面，斯卡利亚一直以来都在为大公司打金融和劳工法律方面的案子。2019年7月，美国总统唐纳德·特朗普提名斯卡利亚任下一任劳工部长，参议院于同年9月26日确认了他的提名，他本人于9月30日宣誓就任。

## 早年
1963年8月14日，斯卡利亚生于美国俄亥俄州克里夫兰。大学就读于弗吉尼亚大学，主修经济学，辅修政治学，凭优异成绩毕业。随后于芝加哥大学法学院就读法律博士，凭优等荣誉毕业，期间任《芝加哥大学法律评论》主编。

## 生涯

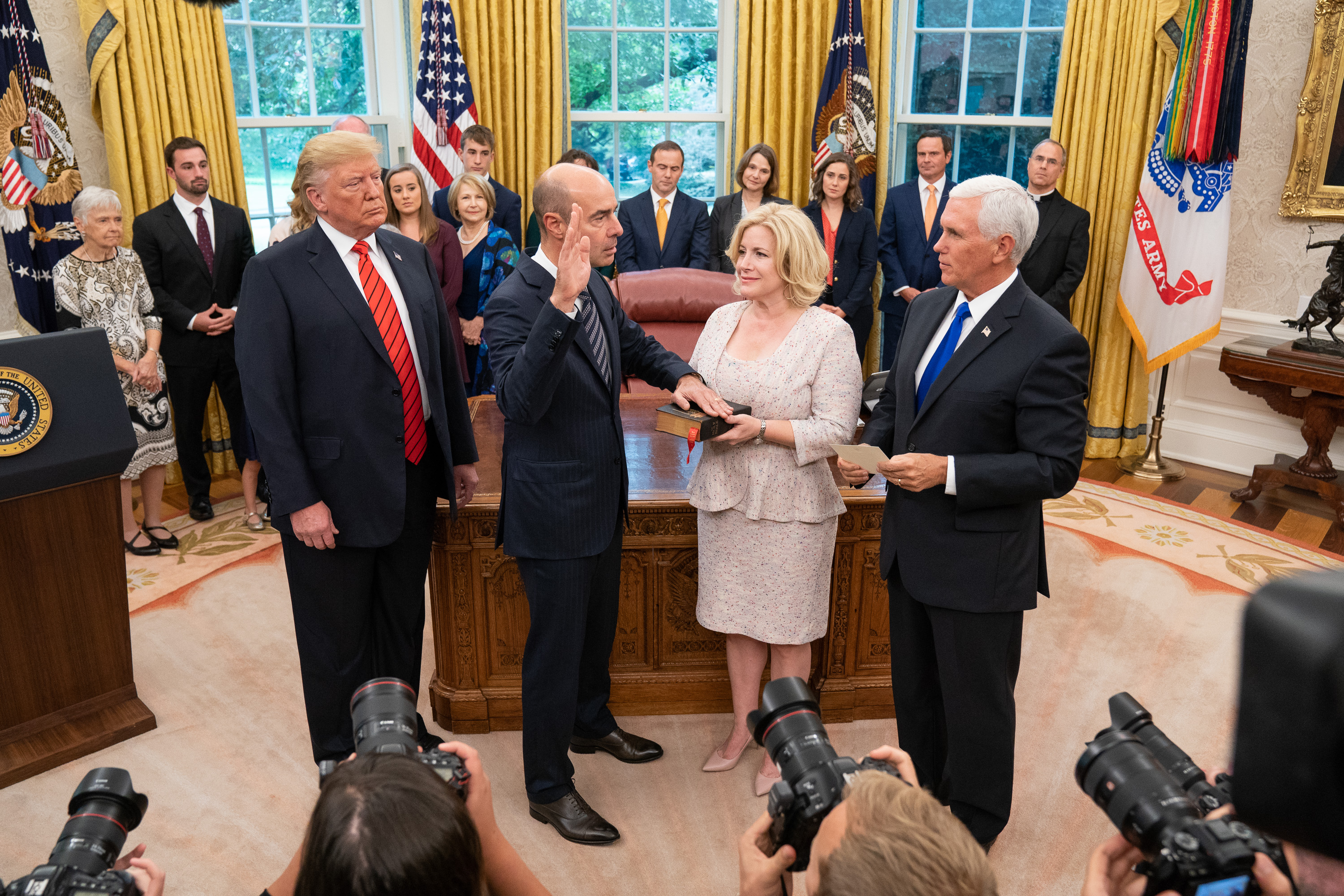
2019年，斯卡利亚宣誓就任美国劳工部长。

1985年–1987年任教育部长威廉·贝内特助理。1992年–1993年任总检察长威廉·P·巴尔特别助理，同时在华盛顿和洛杉矶的私人企业上班。2000年，他所在的格信律师事务所在布什诉戈尔案中代表乔治·W·布什。
2001年4月，获布什任命为劳工事务律师，2002年1月凭休会任命履职。不过，民主党参议员和劳工组织批评他敌视工人，发表文章批评人因工程学。然而，当时一批劳工部的前雇员指斯卡利亚“非常支持用强制诉讼在庭审及上诉层面维护工人权益”。《纽约时报》指，斯卡利亚最出名的一件事，可能就是反对一项为面临重複使力傷害的工人提供更大保护的法规，这项法规于2001年被国会废除。
在私人业务方面，斯卡利亚一直在替大公司接金融和劳工法律方面的案子。自2003年起，他为多家华尔街公司打金融监督的案子。2012年，彭博新闻社就一篇报道，题为《想起诉政府？快找斯卡利亚！》（Suing the Government? Call Scalia!）。2006年7月，斯卡利亚为沃尔玛诉马里兰州案案中为原告辩护。这件案子使马里兰州一项要求拥有至少1万多名员工的大企业要花他们工资的8％购买医疗保健服务。
2019年7月18日，特朗普总统总统宣布提名斯卡利亚出任下任劳工部长，参议院于同年9月26日以53比44的票数确认了他的提名，他本人于9月30日在副总统迈克·彭斯的监督下宣誓就任。

## 个人生活
斯卡利亚和妻子帕特里夏有七个孩子。